# Marie-Catherine Kingbo
Marie-Catherine Kingbo, née en 1953, morte le 24 mai 2021 à Dakar, est une religieuse sénégalaise. 
Elle est d'abord Fille du Saint Cœur de Marie à Dakar, puis supérieure générale de son ordre et présidente de l'Union des conférences des supérieur(e)s majeur(e)s de l'Afrique de l'Ouest. 
Répondant à un nouvel appel, elle part dans le sud du Niger en 2006, pour y fonder la Fraternité des Servantes du Christ, en région musulmane. Elle œuvre pour l'éducation, la paix, le dialogue interreligieux, la formation des femmes, la sensibilisation contre le mariage précoce.

## Biographie

### Jeunesse, débuts professionnels
Marie-Catherine Kingbo est née en 1953 à Guinguinéo, au Sénégal. Elle est la fille d'un protestant d'origine béninoise, et d'une catholique ; ses frères sont protestants, elle et ses sœurs sont catholiques, formant une famille harmonieuse dans la diversité ethnique et religieuse.
Elle devient secrétaire. À vingt ans, elle ressent la vocation religieuse. Son père donne sa bénédiction au bout de quatre ans.

### Religieuse, supérieure, présidente de la conférence des supérieures
Elle intègre alors la communauté des Filles du Saint Cœur de Marie (FSCM) à Dakar en 1976. Elle prononce ses vœux définitifs en 1982 et devient supérieure de la communauté en 1985. Élue supérieure générale de son ordre en 1988, elle est réélue supérieure générale en 1994. Elle est en plus présidente de la Conférence des supérieures majeures du Sénégal, et présidente de l'Union des conférences des supérieur(e)s majeur(e)s de l'Afrique de l'Ouest de 1997 à 2000,. Elle donne un élan missionnaire à la communauté et s'efforce de l'ouvrir aux autres Églises, malgré les réticences qu'elle rencontre à cause des différences ethniques.
Épuisée, Marie-Catherine Kingbo va en France en 2001, à la fin de son mandat, pour s'y reposer et suivre une formation « Théologie comparée, christianisme et islam » au Centre Sèvres. Elle se sent alors appelée à une autre mission, pour faire connaître le « vrai visage [du Christ] à nos frères musulmans ». 

### Fondation au Niger, volonté de dialogue, persécution
Avec l'accord de sa supérieure, Marie-Catherine Kingbo quitte sa communauté et part au Niger. Elle y fonde en 2006 la Fraternité des Servantes du Christ. 
Avec les membres de sa fraternité, qui compte en 2017 une vingtaine de religieuses et novices, elle parcourt plus d'une centaine de villages de la région autour de Maradi où elles sont implantées. La région est à 98% musulmane. Elle y œuvre pour l'éducation des enfants, pour la formation des femmes et pour le dialogue interreligieux. En organisant des sessions de formation et de sensibilisation, elle lutte contre le mariage précoce, parfois dès neuf ans. Elle crée notamment une école, un centre de nutrition, un dispensaire, une banque céréalière et lance un microcrédit.
Elle est respectée par les imams et les chefs. Elle promeut la paix et le dialogue, malgré les fortes difficultés dues à Boko Haram et aux intégrismes croissants. Elle et ses sœurs ont reçu des pierres, et doivent être protégées par la police. Mais elle est confiante, invite à « ne pas baisser les bras ». Elle effectue un tournée de sensibilisation et de témoignage en France en mars 2017.
Elle meurt de maladie le 24 mai 2021 à Dakar,.